# 武家の女
武家の女（ぶけのおんな、1989年11月3日 - ）は、日本の元お笑い芸人。東京都出身。かつてはサンミュージックに所属していた。

## 来歴・人物
5人きょうだいの4番目として生まれる。祖父が空手、父が空手と柔道、姉も柔道をやっていた他、一家全員が合気道、剣道など何かしら武道ばかり習っていたという武道一家の出身。デビューは2013年4月。
サイズは身長161cm、B85cm、W70cm、H90cm、足24.5cm。
早稲田大学卒業、同大学大学院を2015年3月に修了。国語教育専攻。
趣味は臨書、音楽鑑賞、漫画。音楽ではポップスからハウス、レゲエ、ダンス・ミュージック、ヒップホップなどを好む。トランペットが特技。博物館学芸員免許を所持、英検2級、漢検2級のそれぞれの資格がある。特技は空手で、高校1年生の時から始め、高校生の時に取得した全日本空手道連盟糸東流初段の段位を有する。その後も沖縄剛柔流空手の道場に通う。しかし、本人は「武闘派女子ではない」と言う。憧れの芸人は、同じ事務所に所属するゴー☆ジャス。 
元々の自分は「真面目で暗い」性格と思って、お笑いとは逆の世界への憧れがあったが、高校の文化祭で人気お笑い芸人のネタの物真似を披露したところ大ウケしたということで、喋りで笑わせるということにも好感を持ったという。高校生の時からアンタッチャブルに憧れていたと言う。『明治大学お笑いサークル木曜会Z』（5期生）出身で、サツマカワRPGやおるたなChannelが同期。以前サンミュージックに所属していたたかまつななとは、この同じサークルで過ごした同士。しかし、親には芸人をやっていることは明かしてないとのことで、芸人ではなくタレントをやっていると言うのもタレントだと甘えている感じがするから嫌だという。芸能界で目標としているのは藤井リナ（2015年時点）。一家はテレビを全く視ない家族なので、「（芸人をやっていることは）絶対ばれない」と言い、逆にテレビを視ていなくても自分が芸人をやっていることを知られてしまうほど売れたい、とも話している。
R-1ぐらんぷり2015では3回戦に進出し、M-1グランプリ2015では同じ事務所所属のTAIGAとコンビ『ザ・武道』を組んで出場、3回戦まで進出した。2016年には同じくザ・武道としてキングオブコントに出場した他、同年のM-1グランプリにもこのコンビで出場している。ザ・武道としてテレビ、ラジオ、ライブに出演することも一時増えた。
2018年2月末日をもってサンミュージックプロダクションとの契約を円満に終了し、ゲームアプリ会社に就職することを発表した。芸能界引退後も、馬鹿よ貴方はの新道竜巳のYouTube番組に出演することがある。2019年1月、子供を出産した。
芸人引退後は、自分のtwitterのアカウント名を『ぶけちゃん』としている。2019年5月29日深夜（5月30日未明）放送のテレビ朝日の『ヤバイかスゴイか カミヒトエ!』にて、引退後初のテレビ出演。

## 芸風
特技の空手を活かしながら空手をイメージしたような衣装で、日常の中に出て来る怒りや不条理などをネタにして攻撃するような相手に対し空手や足蹴りなどを繰り出すというネタ、「空手作文」のネタなどを主に披露している。このネタは、激しい動きを伴って演じるためキレのある動きを見せることとけがを防止するため、出番前にはストレッチを必ずしているという。またラップなど好きな音楽をネタに取り入れたこともあり、「365日どの日を言われても、その日の芸能ニュースを言うことが出来る」という特技も披露している。しかし『うつけもん』（フジテレビ）に出演した際には、映画『エクソシスト』をイメージして、体をブリッジ状にさせながらの様々な芸を披露していた。
『木曜会Z』時代にはフリップネタ、消防士など様々なキャラに扮したネタなどを披露していたことがあった。この時のネタについて「表現出来ないような世界」と評価されたこともある。

## 出演

### テレビ
- お説教アイドル 叱るGENJI（朝日放送）- 2014年1月11日
  - 叱るJr.（朝日放送）- 2013年12月28日、2014年2月8日
- うつけもん（フジテレビ）- 2014年6月18日、7月9日,16日、8月6日,10日,13日,27日、9月17日 /計8回出演
- 本日開校!R-1学園〜最新ひとり芸をおもしろ予習〜（関西テレビ）- 2014年12月1日
- 〜あなたの日常に“笑い”をお届け！〜デリ芸(仮)（関西テレビ）- 2014年12月31日
- 前略、西東さん（中京テレビ）- 2015年1月31日深夜
- 有吉ジャポン（TBS）- 2015年3月20日深夜
- あけるなキケン（TBS）- 2015年5月17日深夜
- 華丸大吉の2020（フジテレビ）- 2015年6月12日深夜
- うぷ村（TBS）- 2015年7月8日
- 今夜もドル箱V（テレビ東京）- 2015年9月1日
- あにむす!（テレビ東京）- 2016年1月21日
- ダウンタウンのガキの使いやあらへんで!!（日本テレビ）- 2016年1月31日『山-1グランプリ』、「ザ・武道」で出演
- 有田ジェネレーション（TBS）- 2016年5月23日深夜
- 特捜警察ジャンポリス（テレビ東京）- 2016年9月30日
- なら≒デキ〜○○なら××デキるはず〜（テレビ朝日）- 2016年10月26日深夜
- クイズプレゼンバラエティー Qさま!!（テレビ朝日）- 2016年11月7日（「ぶっちゃけ寺&Qさま!! 豪華2本立て3時間スペシャル」）初出演
- あらびき団 オールナイト祭（TBS）- 2016年12月28日深夜
- 本能Z （CBCテレビ）- 2017年1月7日
- ヤバイかスゴイか カミヒトエ!（テレビ朝日）- 2019年5月29日

### ラジオ
- 新発見!有楽町合金（ニッポン放送）- 2016年10月1日[24]、2016年11月12日、2016年11月19日[25]　他不定期出演
- サンドウィッチマンの天使のつくり笑い（NHKラジオ第1放送）- ザ・武道として、2016年10月18日初出演

### インターネット配信
レギュラー　
- なでしこサンミュージック（ニコジョッキー、? - 2013年10月18日(#22)・2014年3月7日(#23)  /月1配信）
- ニコジョッキー杯 大喜利キング
  - ニコジョッキー杯 大喜利キング2013（ニコジョッキー、2013年4月12日(#1) - 2013年12月20日(#19) /隔週配信）
  - ニコジョッキー杯 大喜利キング2014（ニコジョッキー、2014年1月10日(#20) - 2014年12月26日(#45) /隔週配信）
  - ニコジョッキー杯 大喜利キング2015（ニコジョッキー、2015年1月16日(#46) - 2015年12月18日(#70) /隔週配信）
  - ニコジョッキー杯 大喜利キング2016（ニコジョッキー、2016年1月22日(#72) - 2017年1月　番組自体は継続  /隔週配信）
- タイムボムのビザ申請中（ニコジョッキー、アメジョッキー、エフジョッキー　2014年7月2日(#20) - 現在  /月1配信）- アシスタント